# Skoleforbund
Et skoleforbund var et forbund, som kunne indgås mellem to eller flere selvstændige danske kommuner før 1970 for at samle kommunernes skoleundervisning. Skoleforbund kunne omfatte alle de deltagende kommuners folkeskoler eller kun undervisningen fra bestemte klassetrin eller kun bestemte fag som krævede særlige faciliteter som f.eks. gymnastik, sløjd og husgerning. Muligheden for at oprette skoleforbund blev indført i folkeskoleloven af 1937. De nærmere regler var i lovens § 6.